# Брауэре, Зелма
Зе́лма Бра́уэре (латыш. Zelma Brauere; 1900—1977) — старший корректор отдела ценных бумаг Гостипографии Латвии. Вошла в историю Латвии как прототип реверса монеты в 5 латов (1929), использованного впоследствии и на других денежных знаках Латвии, включая современные.

## Биография
Родилась в 1900 году в Риге. В семье было трое детей. Получила три высших образования, в том числе в Латвийском университете, став дипломированным филологом. Знала 7 языков. 43 года отработала в одной типографии.
Родственники вспоминали, что Зелма была умной и интеллигентной девушкой.
Дочь двоюродной сестры Зелмы A. Шванберга вспоминала:
Её не интересовали деньги и вещи, только книги.
Всю жизнь прожила с сестрой в Агенскалнсе. В 1977 году погибла, попав под мотоцикл. Была похоронена на кладбище Лачупес в народном костюме, в каком была изображена на пятилатовой монете.

## Образ в нумизматике
12 марта 1929 года была выпущена пятилатовая монета. Эскиз монеты разрабатывал график Рихард Зариньш. В качестве модели Зариньш выбрал Зелму Брауэре. Она была изображена в национальном костюме на реверсе 25-граммовой пятилатовой монеты. Девушка должна была символизировать силу и богатство нации.
Рихард Зариньш использовал изображение Брауэре как прототип к рисункам для первого латвийского юмористического журнала Svari.
Вскоре в народе девушку, изображённую на монете, стали называть Милдой. Сама монета стала крайне популярна. Причины, по которой в народе девушку так прозвали, неизвестны. Наиболее вероятная версия — от марки папирос «Milda» рижской фабрики «Труд», «реплики» дореволюционных российских папирос «Мильда/Milda» товарищества фабрик табачных изделий «Лафермъ» в Санкт-Петербурге, на упаковке которых была изображена девушка в национальном латышском костюме. Сама Зелма обижалась на то, что её образ на монете получил такое прозвище.
В последующем тот же образ стал прототипом изображения на десятилатовой (1933—1934) и двадцатилатовой (1935—1936) купюрах, а также на крупнейшей латвийской банкноте в 500 латов (1992). С присоединением Латвии к еврозоне образ Зелмы Брауэре используется на национальной стороне монет в 1 и 2 евро, выпускаемых Латвией.

Стилизованные изображения Зелмы Брауэре на денежных знаках Латвии
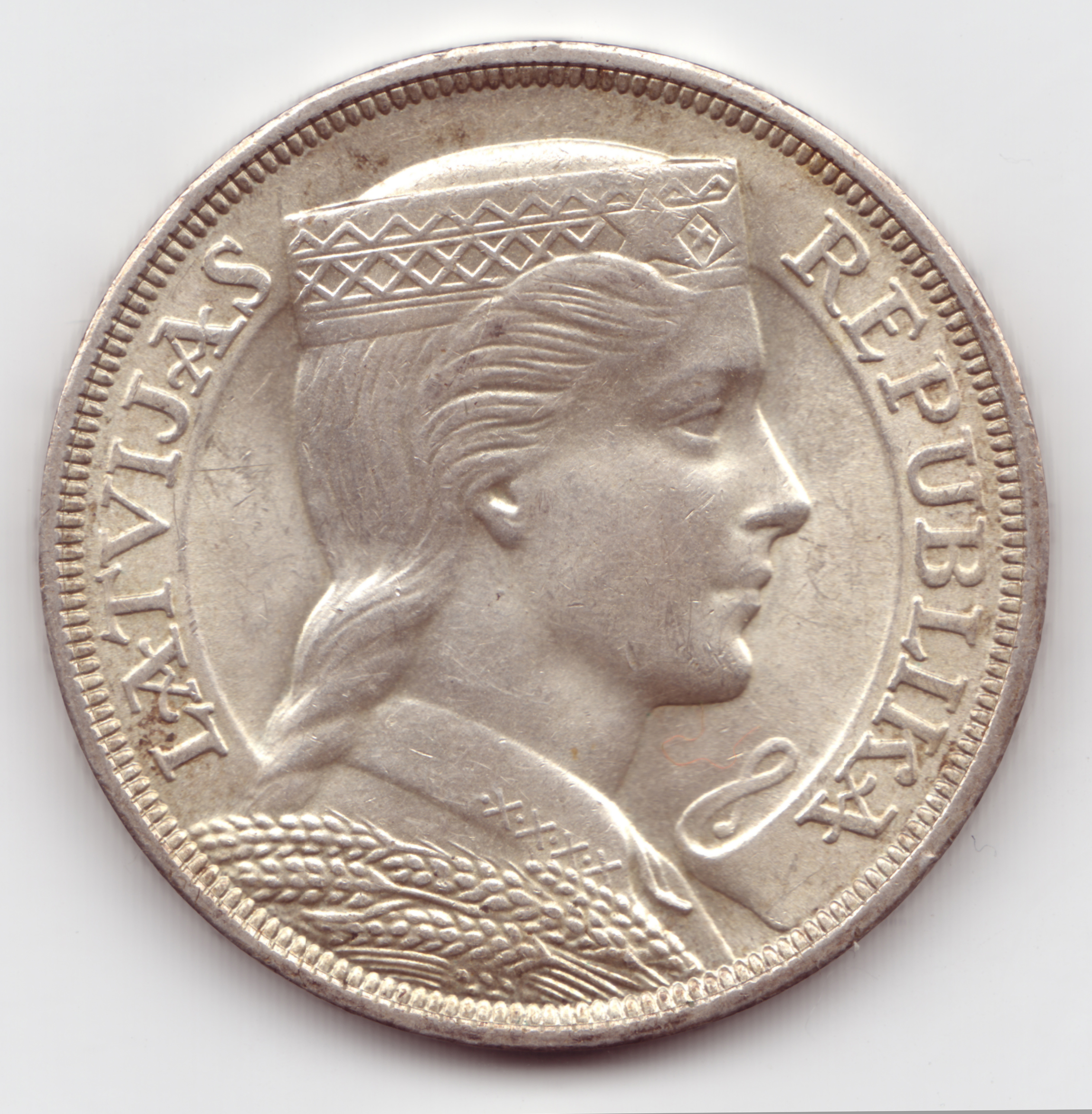
Реверс пятилатовой монеты (1929)
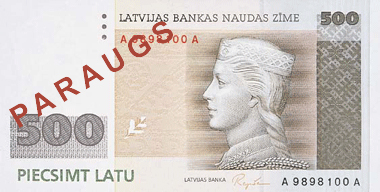
Аверс 500-латовой купюры (1992)
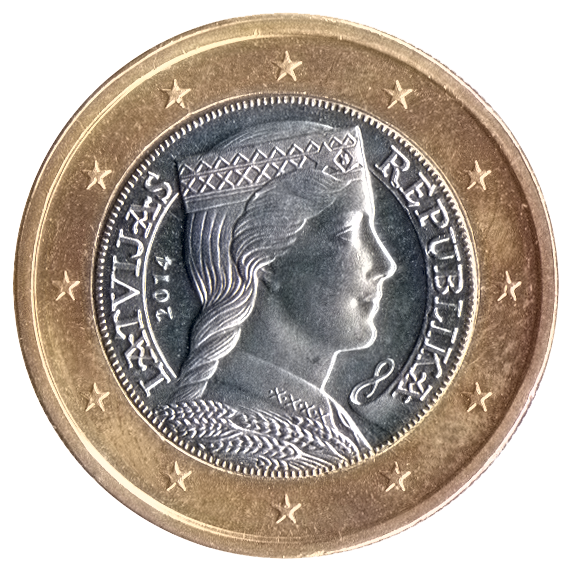
Национальный латвийский аверс монеты в 1 евро (2014)

Академик Янис Страдыньш вносил предложения об увековечивании памяти Зелмы Брауэре.